# ミルネ島
ミルネ島（ミルネとう、デンマーク語: Milne Land、グリーンランド語: Ilimananngip Nunaa）はグリーンランドの島。
グリーンランドの東海岸に位置する無人島である。地方行政区画は2008年まで東グリーンランド、2009年からセルメルソーク。ヨーロッパ人としては、ウィリアム・スコアズビーが到達し、イギリスの提督デヴィッド・ミルンにちなんで命名した。
面積は3912.9km2で、グリーンランド本島とディスコ島に次ぐ3番目の面積を有する。世界の島の中では137番目の広さである。長さ113km、幅45kmに達する起伏に富み氷河に覆われた島で、最高地点は2200m。スコアズビー海峡の西に位置し、世界最大のフィヨルドの一部を構成する。東側以外の3方向はグリーンランドに囲まれる形になっている。フィヨルドを分割するとともに、近隣のより小さな島と群島を構成する。海峡出口に位置するイトコルトルミットが最寄りの居住地であり、ミルネ島との距離は100km程である。